# Sarcops calvus
Sarcops calvus é uma espécie de ave da família Sturnidae. É a única espécie do género Sarcops.
É endémica das Filipinas.
Os seus habitats naturais são: florestas secas tropicais ou subtropicais, florestas subtropicais ou tropicais húmidas de baixa altitude e regiões subtropicais ou tropicais húmidas de alta altitude.